# Diospyros kerrii
Diospyros kerrii är en tvåhjärtbladig växtart som beskrevs av William Grant Craib. Diospyros kerrii ingår i släktet Diospyros och familjen Ebenaceae. Inga underarter finns listade i Catalogue of Life.